# Jason Kubler
Pour les articles homonymes, voir Kubler.
Jason Kubler, né le 19 mai 1993 à Brisbane, est un joueur de tennis australien, professionnel depuis 2010.

## Carrière
En 2022, il atteint la finale du double mixte de l'Open d'Australie avec sa compatriote Jaimee Fourlis, alors qu'il n'avait auparavant jamais remporté de match dans la discipline.
Il participe la même année au tournoi de Wimbledon et parvient à sortir des qualifications, en battant le Turc Cem İlkel, l'Argentin Thiago Agustín Tirante et le Suédois Elias Ymer. Il bat alors le local Daniel Evans et l'Autrichien Dennis Novak en trois sets. Il élimine ensuite l'Américain Jack Sock, ancien membre du top 10, en cinq sets (6-2, 4-6, 5-7, 7-6, 6-3). Il est battu en huitièmes de finale par l'Américain Taylor Fritz, 14e mondial en trois sets. C'est la meilleure performance de sa carrière.
En 2023, il remporte le double messieurs de l'Open d'Australie avec son compatriote Rinky Hijikata en battant notamment en quarts de finale les premières têtes de série Wesley Koolhof et Neal Skupski.  

2024: Finales au M25 Cairns 11 et demi-finales au M25 Darwin 09.
2025: Finales au challenger  Brisbane I I

## Palmarès

### Titre en double messieurs
| No | Date       | Nom et lieu du tournoi    | Catégorie | Dotation      | Surface    | Partenaire     | Finalistes             | Score     |          |
| -- | ---------- | ------------------------- | --------- | ------------- | ---------- | -------------- | ---------------------- | --------- | -------- |
| 1  | 19-01-2023 | Australian Open Melbourne | G. Chelem | 34 848 000 A$ | Dur (ext.) | Rinky Hijikata | Hugo Nys Jan Zieliński | 6-4, 7-64 | Parcours |

### Finales en double messieurs
| No | Date       | Nom et lieu du tournoi   | Catégorie | Dotation  | Surface    | Vainqueurs                        | Partenaire   | Score     |          |
| -- | ---------- | ------------------------ | --------- | --------- | ---------- | --------------------------------- | ------------ | --------- | -------- |
| 1  | 25-07-2022 | Atlanta Open Atlanta     | ATP 250   | 708 530 $ | Dur (ext.) | Thanasi Kokkinakis Nick Kyrgios   | John Peers   | 7-64, 7-5 | Parcours |
| 2  | 19-09-2022 | San Diego Open San Diego | ATP 250   | 612 000 $ | Dur (ext.) | Nathaniel Lammons Jackson Withrow | Luke Saville | 7-65, 6-2 | Parcours |

### Finale en double mixte
| No | Date       | Nom et lieu du tournoi    | Catégorie | Dotation  | Surface    | Vainqueurs                     | Partenaire     | Score    |          |
| -- | ---------- | ------------------------- | --------- | --------- | ---------- | ------------------------------ | -------------- | -------- | -------- |
| 1  | 28-01-2022 | Australian Open Melbourne | G. Chelem | 635 750 $ | Dur (ext.) | Kristina Mladenovic Ivan Dodig | Jaimee Fourlis | 6-3, 6-4 | Parcours |

## Parcours dans les tournois duGrand Chelem

### En simple
| Année | Open d'Australie | Open d'Australie    | Internationaux de France | Internationaux de France | Wimbledon       | Wimbledon     | US Open         | US Open        |
| ----- | ---------------- | ------------------- | ------------------------ | ------------------------ | --------------- | ------------- | --------------- | -------------- |
| 2010  | 1er tour (1/64)  | Ivan Ljubičić       | —                        | —                        | —               | —             | —               | —              |
|       |                  |                     |                          |                          |                 |               |                 |                |
| 2018  | 1er tour (1/64)  | Pablo Carreño Busta | —                        | —                        | 1er tour (1/64) | Guido Pella   | 2e tour (1/32)  | Taylor Fritz   |
| 2019  | 1er tour (1/64)  | Thomas Fabbiano     | —                        | —                        | —               | —             | —               | —              |
|       |                  |                     |                          |                          |                 |               |                 |                |
| 2022  | —                | —                   | 2e tour (1/32)           | Cameron Norrie           | 1/8 de finale   | Taylor Fritz  | 2e tour (1/32)  | Frances Tiafoe |
| 2023  | 2e tour (1/32)   | Karen Khachanov     | 2e tour (1/32)           | Fabio Fognini            | 2e tour (1/32)  | Nicolás Jarry | 1er tour (1/64) | Matteo Arnaldi |
| 2024  | 1er tour (1/64)  | Daniel Elahi Galán  | —                        | —                        | —               | —             | —               | —              |

N.B. : à droite du résultat se trouve le nom de l'ultime adversaire.

### En double messieurs
| Année | Open d'Australie                                                                  | Open d'Australie      | Internationaux de France                                                            | Internationaux de France                                                            | Wimbledon | Wimbledon | US Open | US Open |
| ----- | --------------------------------------------------------------------------------- | --------------------- | ----------------------------------------------------------------------------------- | ----------------------------------------------------------------------------------- | --------- | --------- | ------- | ------- |
| 2010  | 1er tour (1/32) Sam Groth \|\| style="text-align:left;" \| D. Nestor N. Zimonjić  | —                     | —                                                                                   | —                                                                                   | —         | —         | —       |         |
|       |                                                                                   |                       |                                                                                     |                                                                                     |           |           |         |         |
| 2022  | 1/8 de finale C. O'Connell \|\| Forfait                                           | —                     | —                                                                                   | —                                                                                   | —         | —         | —       |         |
| 2023  | Victoire R. Hijikata                                                              | Hugo Nys J. Zieliński | 1er tour (1/32) R. Hijikata \|\| style="text-align:left;" \| F. Cabral Rafael Matos | 2e tour (1/16) R. Hijikata \|\| style="text-align:left;" \| W. Koolhof Neal Skupski | —         | —         |         |         |
| 2024  | 2e tour (1/16) R. Hijikata \|\| style="text-align:left;" \| Y. Hanfmann D. Köpfer | —                     | —                                                                                   | —                                                                                   | —         | —         | —       |         |
| 2025  | 1er tour (1/32) R. Hijikata \|\| style="text-align:left;" \| M. Arévalo M. Pavić  |                       |                                                                                     |                                                                                     |           |           |         |         |

N.B. : le nom du partenaire se trouve sous le résultat ; le nom des ultimes adversaires se trouve à droite.

### En double mixte
| Année | Open d'Australie                                                                 | Open d'Australie       | Internationaux de France | Internationaux de France                                                            | Wimbledon | Wimbledon | US Open | US Open |
| ----- | -------------------------------------------------------------------------------- | ---------------------- | ------------------------ | ----------------------------------------------------------------------------------- | --------- | --------- | ------- | ------- |
| 2019  | 1er tour (1/32) M. Inglis \|\| style="text-align:left;" \| A. Sharma J.-P. Smith | —                      | —                        | —                                                                                   | —         | —         | —       |         |
|       |                                                                                  |                        |                          |                                                                                     |           |           |         |         |
| 2022  | Finale J. Fourlis                                                                | K. Mladenovic I. Dodig | —                        | —                                                                                   | —         | —         | —       | —       |
| 2023  | 1/4 de finale M. Inglis \|\| style="text-align:left;" \| O. Gadecki M. Polmans   | —                      | —                        | 1er tour (1/16) E. Routliffe \|\| style="text-align:left;" \| M. Kostyuk M. Arévalo | —         | —         |         |         |
|       |                                                                                  |                        |                          |                                                                                     |           |           |         |         |
| 2025  | 1er tour (1/16) M. Inglis \|\| style="text-align:left;" \| T. Townsend H. Nys    |                        |                          |                                                                                     |           |           |         |         |

N.B. : le nom de la partenaire se trouve sous le résultat ; le nom des ultimes adversaires se trouve à droite.

## Participation auMasters

### En double
| Année | Ville | Surface    | Partenaire     | Résultats | Résultat final    |
| ----- | ----- | ---------- | -------------- | --------- | ----------------- |
| 2023  | Turin | Dur (int.) | Rinky Hijikata | 0v, 3d    | Éliminé en poules |

## Parcours dans lesMasters 1000
| Année | Indian Wells      | Miami                | Monte-Carlo | Madrid              | Rome              | Canada | Cincinnati | Shanghai | Paris |
| ----- | ----------------- | -------------------- | ----------- | ------------------- | ----------------- | ------ | ---------- | -------- | ----- |
| 2023  | 3e tour F. Tiafoe | 1er tour T. Monteiro | —           | 1er tour D. Lajović | 2e tour B. Zapata | —      | —          | —        | —     |

N.B. : sous le résultat se trouve le nom de l’ultime adversaire.

## Classements ATP en fin de saison
| Année          | 2010 | 2011 | 2012 | 2013 | 2014 | 2015 | 2016 | 2017 | 2018 | 2019 | 2020 | 2021 | 2022 | 2023 |
| Rang en simple | 535  | 531  | 324  | 469  | 136  | 547  | 1063 | 337  | 114  | 263  | 259  | 201  | 110  | 102  |
| Rang en double | 1298 | –    | –    | 1025 | 473  | –    | –    | 690  | 434  | –    | 1148 | 578  | 162  | 30   |

Source : (en) Classements de Jason Kubler sur le site officiel de la Fédération internationale de tennis